# Mystic Quest
Mystic Quest, conocido en Estados Unidos como Final Fantasy Adventure y en Japón como Seiken Densetsu: Final Fantasy Gaiden (聖剣伝説〜ファイナルファンタジー外伝〜 lit. La Leyenda de la Espada Sagrada: Final Fantasy Gaiden?), es una secuela de la saga de videojuegos Final Fantasy y el primer juego de la saga Seiken Densetsu. Fue desarrollado y publicado por Square en 1991 para la Game Boy. Tuvo un relanzamiento en Estados Unidos por Sunsoft en abril de 1998.
Fue desarrollado originalmente con el nombre de Gemma Knights. Posee una jugabilidad bastante similar al primer Zelda, pero incluyendo varios elementos estadísticos típicos del género RPG. Junto con Final Fantasy Mystic Quest, Mystic Quest fue el primer título de Final Fantasy que se lanzó en Europa, aunque en esa región no se consideró parte de la franquicia Final Fantasy. Se lanzaron tres adaptaciones distintas: Sword of Mana para la Game Boy Advance en 2003, cambiando la trama y muchos aspectos del juego; una edición para teléfonos móviles que solo salió en Japón, mejorando los gráficos y la música de la versión original; y Adventures of Mana, para iOS, Android y PlayStation Vita el 4 de febrero de 2016.
La historia trata de un héroe y una joven heroína en su intento de evitar que Dark Lord (Shadow Knight en su versión japonesa) y su ayudante, el hechicero Julius, se adueñen de los poderes del Árbol de Mana, lo que condenaría al mundo. La entrega tuvo presente muchos elementos familiares de la serie Final Fantasy, como los Moguri y los Chocobos, pero luego se cambiaron para presentar enemigos exclusivos de la saga Seiken Densetsu.
El juego recibió diversas críticas positivas, especialmente por su historia, pero criticando los diálogos; en buena parte por la traducción realizada. Los críticos lo han considerado uno de los mejores títulos RPG de Game Boy. La entrega también generó una saga completamente nueva, llamada Seiken Densetsu, que se convirtió en una exitosa franquicia de videojuegos de rol.

## Jugabilidad
La jugabilidad es similar a la del primer Zelda, el héroe recorre, en vista cenital, un mapa basado en cuadrículas, viajando de una pantalla a otra. El jugador puede interactuar con personajes dentro de los poblados consiguiendo así información y comprando o vendiendo objetos y equipo. Es posible combatir con diversos enemigos para ganar experiencia, dinero u objetos. Dentro de las zonas de calabozo, se encuentran varios desafíos en forma de puzles que deben ser resueltos en orden para poder avanzar. El jugador puede guardar la partida en cualquier momento. Se pueden encontrar varias armas a lo largo del juego para maniobrar a través de obstáculos como cortar árboles y espinas.
El personaje principal posee varias estadísticas, como la stamina (puntos de salud o HPs), power (poder de ataque), wisdom (puntos de maná o MPs) y will, que pueden ser mejoradas mediante la subida de niveles de experiencia. Los hechizos consumen maná y pueden ser usados para dañar a los enemigos o curarse. Estos conjuros solo pueden ser obtenidos en algunos lugares o a través de otros personajes durante algunos momentos de la trama. Además, el personaje posee una barra de poder que afecta a la fuerza de ataque. La velocidad a la que aumenta dicha barra depende directamente del nivel de la estadística del will. La barra se incrementa por sí misma lentamente a través del tiempo, pero una vez que el personaje ataca, es vaciada. Cuando la barra está completamente llena y el personaje ataca, se realiza un ataque especial. Este sistema se seguiría usando en la siguiente entrega de la saga, Secret of Mana.
En ocasiones, un personaje no jugador acompañará al protagonista en la historia, pudiendo realizar varias acciones que ayuden al personaje en su aventura. El juego permite matar personajes en los poblados, algo que aún hoy es raro de encontrar en el género de los RPG.

## Historia

### Sinopsis
Mystic Quest se centra en un gladiador llamado Sumo, el cual, luego de escapar del coliseo de Dark Lord y de ver morir a su mejor amigo, se encomienda en una larga aventura en busca de los Gemma Knights para detener los malvados planes del villano y de su ayudante, el hechicero Julius. En el camino salva a Fuji, una chica la cual posee un curioso pendiente, pero que rápidamente es raptada por el malo. Durante el recorrido conoce a diferentes personajes que lo ayudan en su travesía, como luchar contra enemigos de bajo nivel o contra poderosos jefes. También se topa con puzles y zonas ocultas donde puede mejorar su armamento. Además, Sumo puede controlar distintos tipos de hechizos que le serán de utilidad.

Ejemplo de lugares que se pueden encontrar en Mystic Quest.

Luego de descubrir que los Gemma Knights han dejado de existir, Sumo decide ir a la cima del monte Illusia, donde, aparte de encontrarse con Dark Lord; su ayudante, el hechicero Julius; y a Fuji, se encuentra el Árbol de Mana. Un árbol que crece con la energía que emanan todos los seres vivos; si esta energía es mala, el poder del árbol lo será también. Cualquiera que lo toque obtendrá un enorme poderío el cual durará por la eternidad. Pero para poder entrar al santuario y ver al árbol, es necesario tener el colgante y, además, el poder oculto de Fuji.

### Ambientación
La historia transcurre en un mundo de fantasía medieval. El mapa del juego está repleto de zonas variadas, como: pantanos, praderas, bosques, desiertos, lagos, castillos, mazmorras, entre otros; cada una de ellas está llena de enemigos diferentes. En los asentamientos humanos, ya sean ciudades o pueblos, hay lugares donde comprar y vender objetos y una choza para descansar; lo que repone el estado de salud del jugador al máximo. Al final de cada mazmorra hay una pelea de jefe, el cual, al ser derrotado, desbloquea un nuevo camino para continuar con la aventura.

## Desarrollo

Mystic Quest en 4 versiones diferentes; de izquierda a derecha, de arriba abajo: versión japonesa, versión norteamericana, versión alemana, versión francesa.

Square registró la marca Seiken Densetsu en 1989, con la intención de usarlo para una futura entrega subtitulada The Emergence of Excalibur, desarrollado por Kazuhiko Aoki para el Famicom Disk System. Según las primeras especificaciones, el proyecto ocuparía la cifra nunca antes vista de cinco discos, siendo así uno de los mayores títulos desarrollados para la Nintendo Entertainment System hasta la fecha. Aunque Square llegó al punto de aceptar reservas para el juego, Kaoru Moriyama, un antiguo empleado de la compañía, afirmó que la directiva canceló el ambicioso proyecto antes de que avanzara más allá de su fase inicial. En octubre de 1987, los clientes que habían reservado el juego recibieron una carta comunicándoles su cancelación y se les devolvió el dinero. En la carta se les sugería reinvertir su dinero en la reserva de otra próxima entrega RPG de Square similar a punto de ser lanzado, Final Fantasy I.
Después del lanzamiento del tercer título de Final Fantasy en 1990, Square ofreció al diseñador Kōichi Ishii dirigir un videojuego derivado de la serie. Squaresoft desarrolló el proyecto para Game Boy bajo el título original de Gemma Knights; finalmente, Square revivió el nombre registrado y lanzó la entrega como Seiken Densetsu: Final Fantasy Gaiden. Después sería publicado en Europa bajo el nombre de Mystic Quest. Ishii sugirió la base de la historia y se encargó del diseño de todos los personajes, mientras que el escritor de escenarios Yoshinori Kitase ayudó a escribir el guion. Por otro lado, Goro Ohashi fue responsable del desarrollo del sistema de juego.
La saga Seiken Densetsu, de la cual Mystic Quest fue el primer título, fue el resultado del deseo de Koichi Ishii de crear un mundo ficticio. En opinión de este, Seiken Densetsu no es solo una saga de videojuegos, sino un mundo que se ilustra y se puede explorar a través de estos. Cuando trabajaba en la serie, Koichi se inspiró en imágenes abstractas de sus recuerdos de la infancia, así como en películas y libros de fantasía que lo cautivaron cuando era niño. También se cuidó de evitar las convenciones establecidas, siendo sus influencias, en consecuencia, muy amplias y no específicas. No obstante, entre sus influencias literarias, reconoce a Mumin de Tove Jansson, Las Aventuras de Alicia en el País de las Maravillas de Lewis Carroll y El Señor de los Anillos de J. R. R. Tolkien.

### Música
Seiken Densetsu: Final Fantasy Gaiden Original Soundtrack (聖剣伝説 ファイナルファンタジー外伝 Original Soundtrack?) fue lanzado en Japón el 15 de julio de 1991. La mayoría de las pistas fueron compuestas por Kenji Ito, mientras que la pista 17, Chokobo no tēma (チョコボのテーマ Tema del Chocobo?), se le atribuye al compositor de Square, Nobuo Uematsu. Un álbum de pistas arregladas, llamado Seiken Densetsu/Arranged Version Omoi wa Shirabe ni Nosete (聖剣伝説/アレンジ·ヴァージョン·想いは調べにのせて La Leyenda de la Espada Sagrada/Versión Arreglada Deja que los Pensamientos Viajen en el Conocimiento?), también fue lanzado el 30 de septiembre de 1991. Ambos álbumes se compilaron en Seiken Densetsu: Final Fantasy Gaiden Sound Collections, originalmente publicado el 18 de agosto de 1995. La música del juego se incluyó en una compilación en CD del vigésimo aniversario de todas las bandas sonoras de la saga Seiken Densetsu. Un segundo álbum arreglado titulado Tanoshī Baieru Heiyō Seiken Densetsu (楽しいバイエル併用 聖剣伝説 Diversión Junto con Beyer: La Leyenda de la Espada Sagrada?) fue estrenado el 10 de diciembre de 1998. El álbum fue compilado por Yu Hong Ishikawa y Kushiro Negishi.

## Versiones y media
En 1998, Sunsoft obtuvo la licencia y relanzó una adaptación, sacando el juego junto a Final Fantasy Legend. Esta versión fue anunciada como compatible con Game Boy Color, aunque no se le hizo ninguna mejora más. RPGamer informó en julio de 2004 que Square estaba encuestando a los clientes más acérrimos, probando la viabilidad de portar Mystic Quest a la Nintendo DS. GamesRadar enumeró a Mystic Quest como uno de los títulos que esperan para la consola virtual de 3DS.
La entrega recibió una adaptación para Game Boy Advance llamado Sword of Mana en 2003. La versión original fue rehecha nuevamente para teléfonos móviles y lanzada el 16 de agosto de 2006 para la red 3G de SoftBank. Más tarde se trasladó al servicio de distribución i-Mode el 6 de noviembre de 2006 y al servicio de distribución EZweb el 5 de febrero de 2007. La jugabilidad de la versión de teléfono móvil está más cerca del diseño que tuvo el título original, pero con gráficos y sonido actualizados, un mapamundi mejorado y otros cambios menores. Los personajes han sido rediseñados varias veces entre cada nueva versión. El 16 de septiembre de 2015 se anunció una adaptación en 3D para PlayStation Vita, Android e iOS. Se publicó una versión del juego original para Nintendo Switch con versiones de Secret of Mana y Trials of Mana como parte de la colección Seiken Densetsu el 1 de junio de 2017 en Japón y el 11 de junio de 2019 en Norteamérica y Europa como Collection of Mana.
En Japón, se han publicado dos guías: Seiken Densetsu Basic Knowledge Guide y Seiken Densetsu Advanced Knowledge Guide, cada una de las cuales contiene ilustraciones de los personajes y un manga. Las guías fueron lanzadas en mayo de 1991 y agosto de 1991, respectivamente. Mystic Quest tuvo una aparición en el manga Rock'n Game Boy.

## Recepción
Según el departamento de publicidad de Square, la entrega vendió 700 000 unidades, de las cuales 500 000 se vendieron en Japón.
Mystic Quest apareció en Nintendo Power cuando se relanzó en los Estados Unidos. Recibió un puntaje agregado de 79.07% de índice de aprobación en las clasificaciones de juegos, basado en siete revisiones. IGN le otorgó una puntuación de 9/10, destacando su cautivadora historia, gráficos y música, aunque poniendo en el otro lado de la balanza sus diálogos. Además destacaron los elementos de puzle como innovadores, comparándole con The Legend of Zelda: Link's Awakening. RPGFan también alabó la entrega diciendo que era «posiblemente lo mejor que le ha pasado a Game Boy». RPGamer elogió la trama diciendo: «La historia es una en la que puedes relacionarte con los personajes y también con el mundo que los rodea». Ndojo también enalteció el título de manera similar, pero señaló que es muy diferente de Final Fantasy y agregó: «Si esperas Final Fantasy en el sentido tradicional, te decepcionarás. Sin embargo, si juegas por un tiempo, es posible que descubras que es igualmente entretenido a su manera».
Mystic Quest se ha visto de forma muy positiva en los años posteriores a su lanzamiento inicial. GameDaily lo nombró, junto con los otros títulos de Final Fantasy para Game Boy, como juegos definitivos para el sistema y lo describió diciendo que brinda «horas de emoción, ya sea que esperas en el consultorio de un dentista o de camino a la casa de la abuela». El sentimiento fue compartido por la revista de videojuegos Pocket Games, que clasificó a la entrega en el octavo lugar de los 50 mejores juegos para Game Boy, afirmando que «cada título de la saga es un clásico extenso con guiones bien escritos y personajes sólidos». Kotaku elogió el lanzamiento original como un «RPG de acción realmente genial». 1UP.com lo calificó de ambicioso para su época, escribiendo que representaba una evolución del género de aventuras de acción con perspectiva aérea. También calificaron la entrega como «¡Vale la pena!» en términos de comprar y disfrutar del producto original de 1991 en 2007 y lo señaló como el origen de muchas características únicas de la serie Mana. GamesRadar lo nombró el decimotercer mejor juego de Game Boy jamás creado y señaló que su interesante sistema de nivelación y una gran cantidad de elementos coleccionables compensaron una mala traducción al inglés. Game Informer también elogió el sistema de nivelación del juego, aunque lo llamó un título «simplista» en comparación con sus secuelas.